# Dance Summit 2001: Bust a Groove
Dance Summit 2001: Bust a Groove (Dance Summit 2001: Bust a Move) est un jeu vidéo de rythme développé par Metro et édité par Enix, sorti en 2000 sur PlayStation 2.

## Accueil
- Joypad : 6/10[1]